# کایچینکه
کایچینکه (به اسپانیایی: Caichinque) یک کوه در شیلی است که در ال لوآ واقع شده‌است. کایچینکه ۴٬۴۵۰ متر بالاتر از سطح دریا واقع شده‌است.